# جون تايلور (رجل أعمال)
جون تايلور هو شخصية أعمال كندي، ولد في 1809، وتوفي في 1871.